# Thông trắng Yakushima
Thông trắng Yakushima (danh pháp hai phần: Pinus amamiana) là loài thông bản địa của miền nam Nhật Bản, trên các đảo Yakushima và Tanegashima ở phía nam Kyūshū. Nó cũng được trồng tại các công viên của Nhật. Loài thông này có thể cao tới 25 m với đường kính thân cây tới 1 m. Loài này được Koidz. miêu tả khoa học đầu tiên năm 1924.

## Mô tả
Các lá kim mọc thành bó gồm 5 lá với các nón dài 5–8 cm.
Loài cây này trong tiếng Nhật gọi là Amami-goyamatsu, Amami-goyo, Yakutune-goyo.

## Hình ảnh

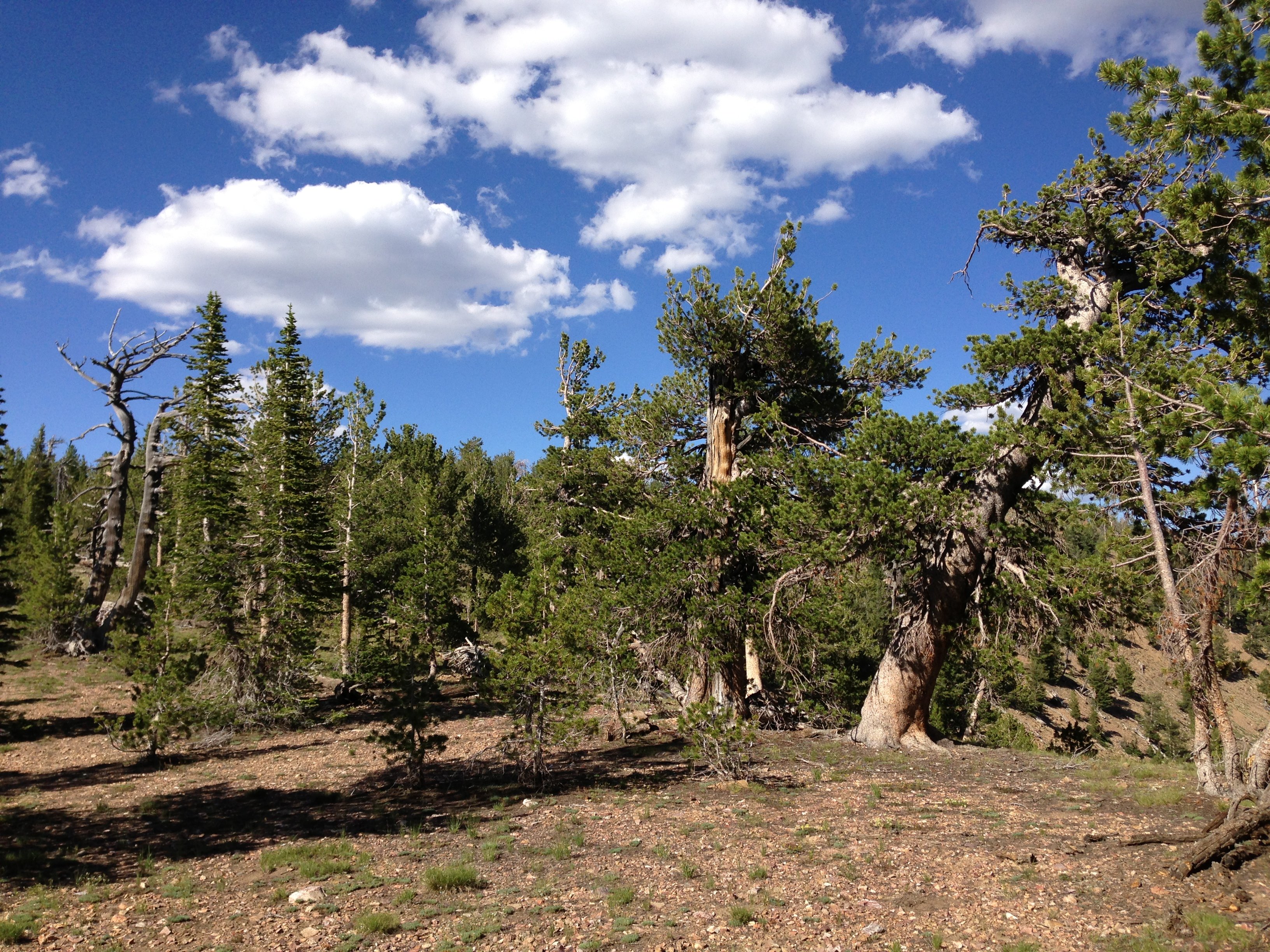
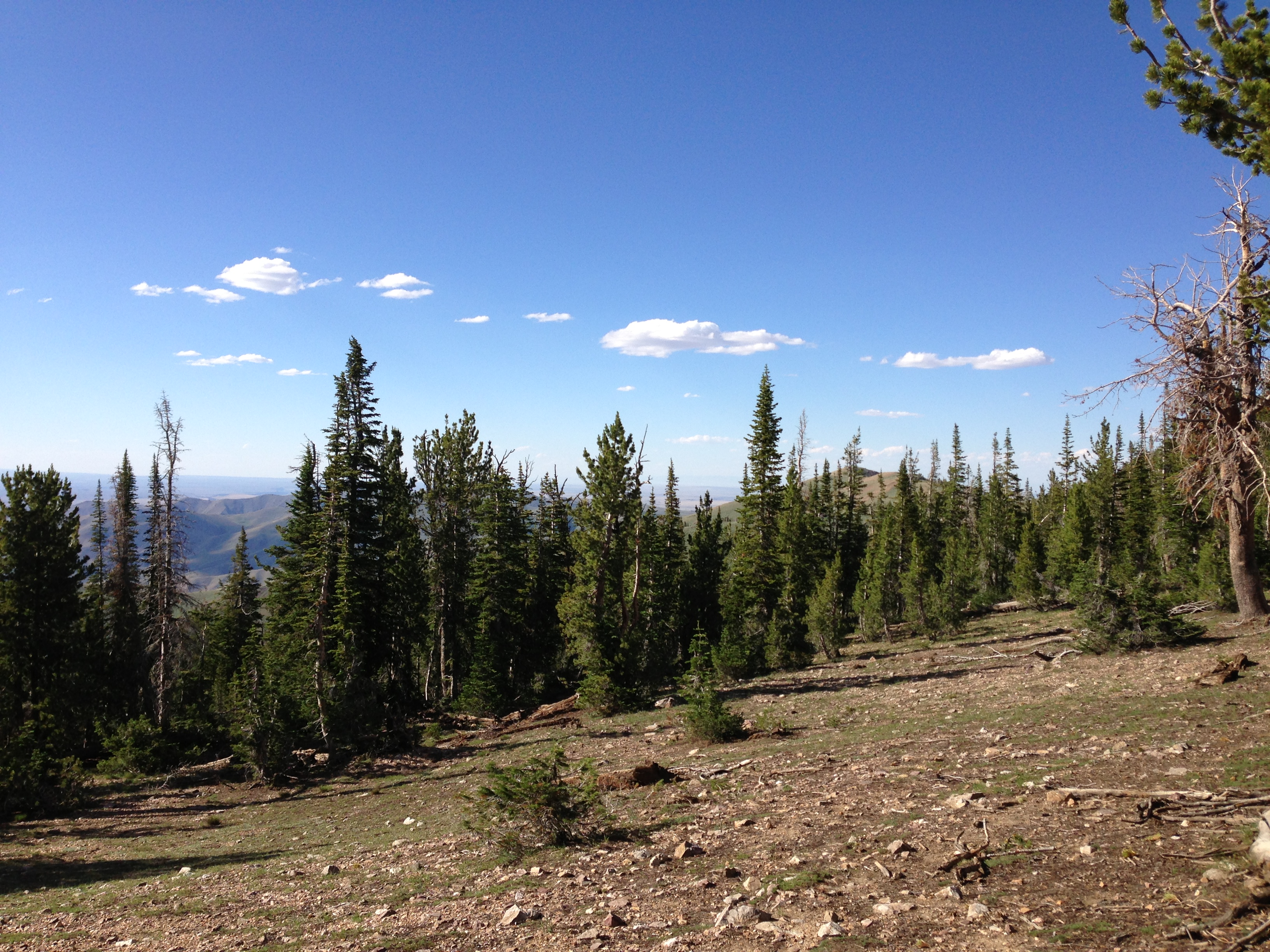
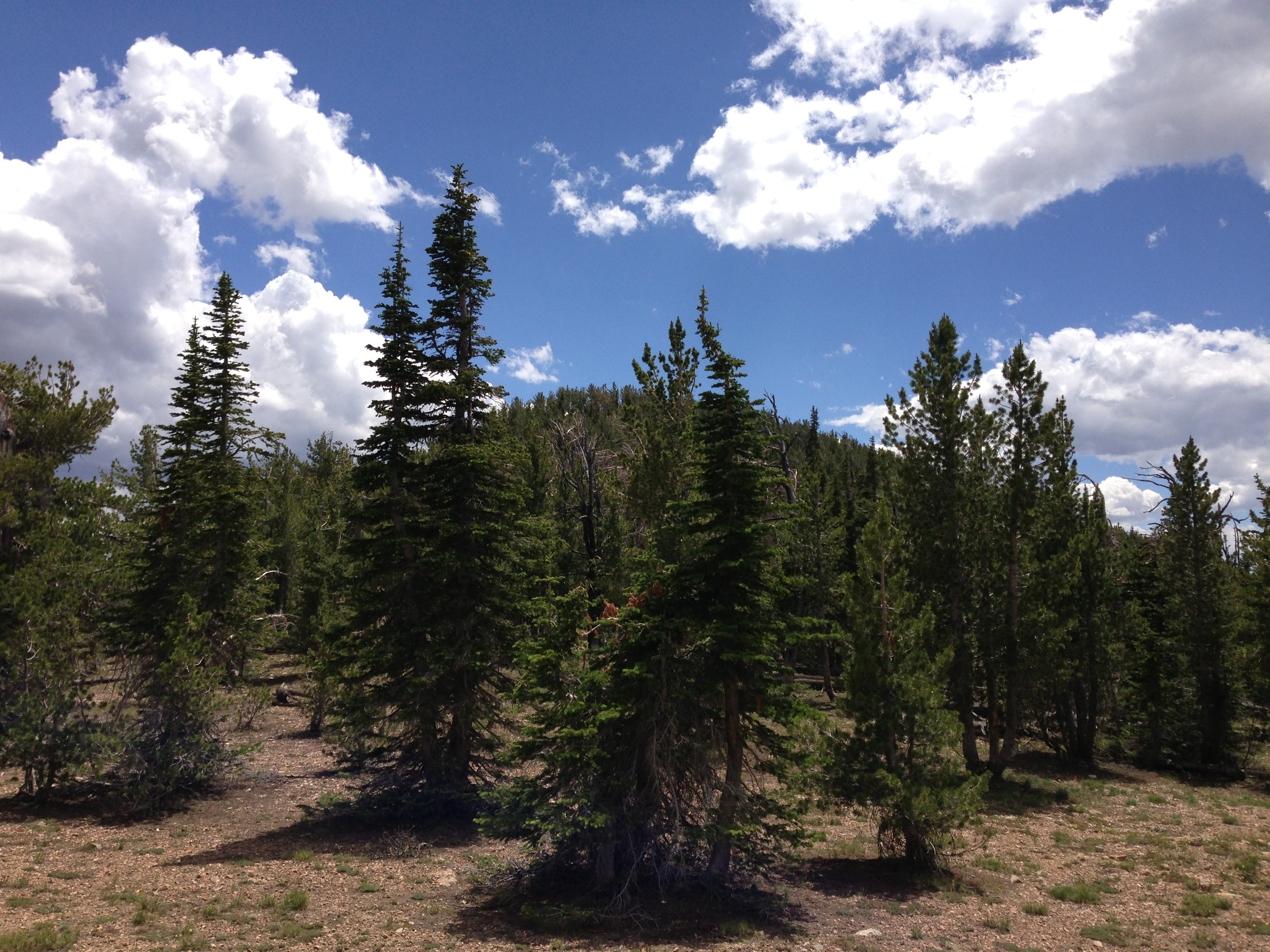
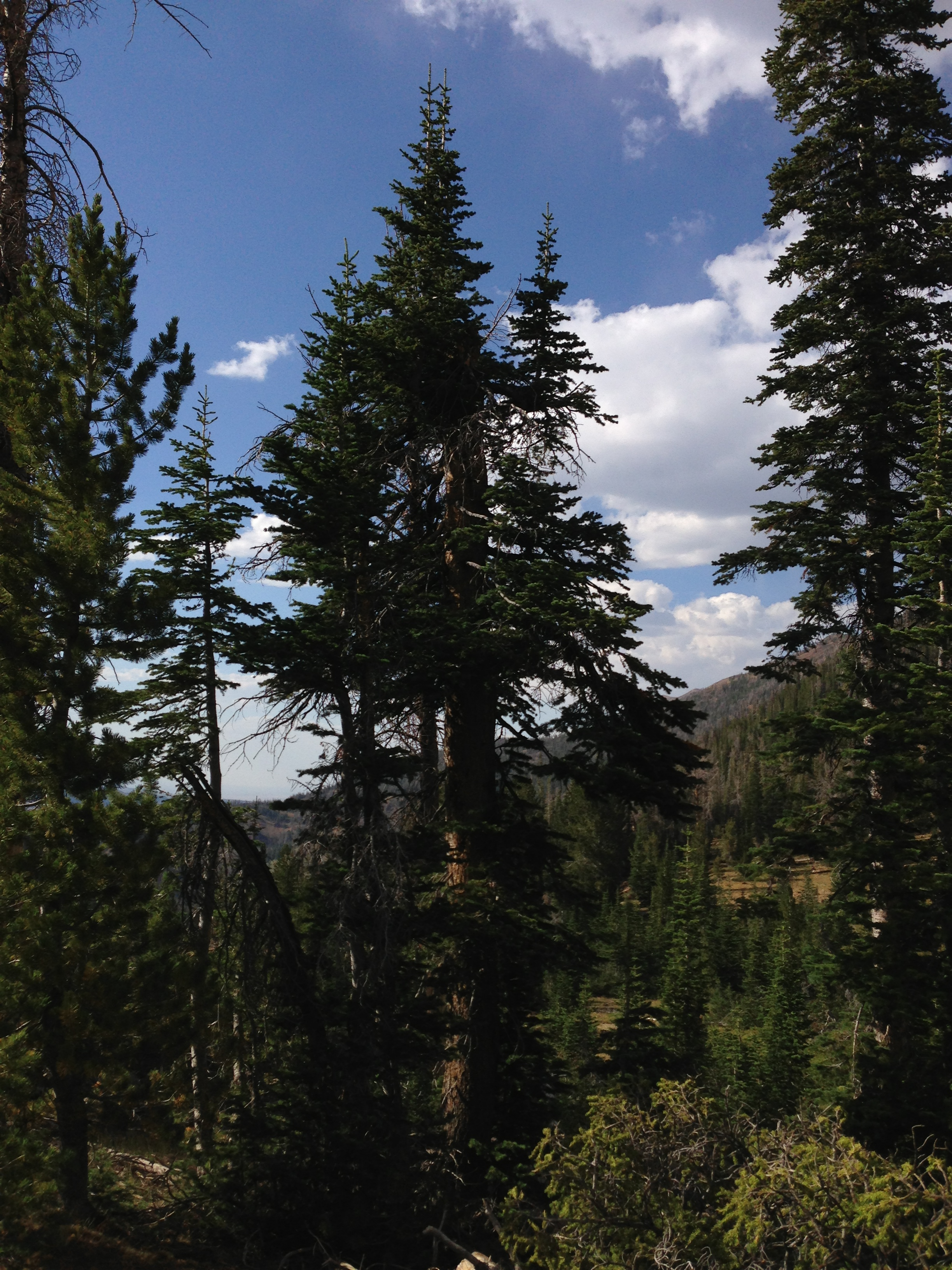